# Suflí
Suflí község Spanyolországban, Almería tartományban. Lakosainak száma 231 fő (2024).

## Földrajza
Suflí Purchena, Laroya, Sierro és Armuña de Almanzora községekkel határos.

## Népesség
A település lakosságának változását az alábbi diagram mutatja:
| Lakosok száma | 251  | 234  | 253  | 279  | 267  | 219  | 235  | 204  | 197  | 231  |
|               | 2001 | 2004 | 2006 | 2009 | 2011 | 2014 | 2016 | 2019 | 2021 | 2024 |